# Chiesa di San Maurizio (Colzate)
La chiesa di San Maurizio è la parrocchiale di Colzate, provincia e diocesi di Bergamo, inserita nel vicariato di Gazzaniga. Le sue origini vanno indicate intorno all'anno 1001, elevata a parrocchia solo nel 1920 dopo essere smembrata dalla chiesa di Vertova.

## Storia
La costruzione della chiesa ha origini molto antiche, risalente al medioevo, conseguente alle paure che avevano drammaticamente coinvolto gli uomini alla fine del primo millennio, e probabilmente già nel 1001 quale ringraziamento della scampata distruzione. La chiesa fu oggetto di ricostruzione e ampliamento nel Cinquecento, con la costruzione della torre campanaria.
La chiesa era sussidiaria della grande parrocchia di Santa Maria Assunta di Vertova, smembrata e elevata a parrocchia solo il 14 febbraio 1920 dal vescovo Luigi Maria Marelli.  La chiesa fu nuovamente ristrutturata nel Novecento con il rifacimento della facciata nel 1913, lavoro di ampliamento nel 1925 e nuovamente una ristrutturazione completa nel 1968, con lavori di rifacimento della zona absidale.

## Descrizione

### Esterno
L'edificio è posto parallelo alla strada comunale. La facciata, molto semplice, è delimitata da conci in pietra arenaria, con il portale centrale e con la semplice apertura oculare nella parte superiore atta a illuminare l'aula. La sezione a sud, quella che risulta sia stata edificata nel XVI secolo, è completa di un piccolo sagrato con pavimentazione in selciato, e presenta il porticato a due campate con archetti a tutto sesto sorretti da colonnine in stile toscano che si appoggiano su muretti divisi da aperture che permettono il passaggio alle aperture laterali della chiesa. Questa sezione prosegue con il campanile in pietra di modeste dimensioni.

### Interno
L'interno a navata unica si sviluppa in tre campate divise da semplici lesene stuccate e lucidate complete di capitelli d'ordine corinzio che sorreggono il cornicione che collega con la volta a botte stuccata e affrescata. L'aula è illuminata da tre finestre a nord e una a sud, poste sopra il cornicione.

L'ampio arco trionfale, completamente affrescato e decorato in oro, collega alla zona presbiteriale di dimensioni inferiori e a pianta rettangolare. Il presbiterio a fondo piatto conserva la pala d'altare opera cinquecentesca di Giovan Battista Paganessi, e l'altare di Ferruccio Guidotti del 1970 realizzato per rispondere all'adeguamento liturgico delle chiese.
Il presbiterio è a pianta rettangolare ed è coperto da volta ad ombrello finemente decorata con affreschi e dorature. Pavimentato in marmo presenta al centro l'altare maggiore in marmo. Più in particolare: ai lati dell'ingresso principale, addossati alla parete di fondo sono presenti due nicchie, ove un tempo vi erano incassati due confessionali. Entro due sfondati ai lati della prima campata sono posti i confessionali. La seconda campata presenta due ingressi secondari; la terza presenta a sinistra la cappelletta dell'Addolorata con altare in marmo, mentre a destra accanto all'arco trionfale vi è una porta lignea che conduce alla sagrestia.

La chiesa conserva l'opera lignea della Pietà chiamata e venerata dai fedeli come la Madunina della bottega dei Fantoni di Rovetta.